# Éditions Hermann
Le Éditions Hermann sono una casa editrice francese fondata nel 1876 a Parigi da Arthur Hermann.

## Storia
Nel 1876, Arthur Hermann, un professore di matematica, apre una libreria al n. 6 di rue de la Sorbonne, dove inizia a vendere libri scientifici e a pubblicare lavori rilevanti di alcuni suoi colleghi e amici fisici e matematici, quali Élie Cartan, Curie, Poincaré, traduce i tratta di ornitologia di Johann Friedrich Naumann e libri sui lepidotteri.
Il figlio, Jules Hermann, pubblica cataloghi di libri d'antiquariato. Alla sua morte, il genero, Enrique Freymann, con l'aiuto di Louis de Broglie fonda la collana "Actualités scientifiques et industrielles", che pubblicava titoli, tra centinaia d'altri, di Nicolas Bourbaki, Albert Einstein, Jacques Monod, Gaston Bachelard e nel 1938 l'Esquisse d'une théorie des émotions di Jean-Paul Sartre.
È stata la casa editrice del gruppo di matematici autore di sei impegnativi volumi di Elementi di Matematica, pubblicati tra la fine degli anni 1930 e gli inizi degli anni 1960, con l'eteronimo di Nicolas Bourbaki.
Il libraio Pierre Berès (1913-2008), che dal 1945 aveva fondato con Maurice Goudeket (1889-1977) la casa "La Palme", entra nell'impresa e fonda le nuove collane "Méthodes" (aperta alla genetica), "Enseignement des sciences" e "Histoire de la pensée".
La casa aggiunge al nome "éditeurs des sciences et des arts" e comincia a stampare anche libri d'arte. Nel 1960 con André Chastel inizia a stampare l'annuario "Art de France" (che include litografie originali di artisti come Max Ernst, Maurice Estève, André Masson, Pierre Soulages, Jacques Villon, stampe di Étienne Hajdu e incisioni di Raoul Ubac).
Con André Chastel, Pierre Berès crea e dirige la collana "Miroirs de l'art". Un'altra collana di libri illustrati è "L'esprit et la main", dove appaiono libri di Jean Bazaine, Pierre Lecomte du Noüy, Lewis Carroll e Raymond Queneau.
Nel 1970 viene affidata a Michel Foucault la direzione della collana "Savoir".
Intanto la casa si allarga con le sedi al n. 115 poi al n. 156 di boulevard Saint-Germain, e infine al n. 293 di rue Lecourbe.
Tra le nuove collane "Ouverture médicale" (diretta da Maurice Tubiana e Jacques-Louis Binet) e "Travaux en cours" (di matematica, nata sotto l'egida di Jean Dieudonné), poco più tardi anche "Actualités mathématiques" (diretta da Lê Dũng Tráng). Tra i titoli, opere di Karl Jaspers, Jean-Pierre Faye, Claude Cohen-Tannoudji, Marc Fumaroli e Jacqueline de Romilly.
Dal 2006 la casa è diretta da Arthur Cohen (assistito da Philippe Fauvernier). Tra i suoi collaboratori e autori vi sono nomi celebri quali Michel Serres, André Comte-Sponville, Roger-Pol Droit, Philippe Sollers (che ha fondato "Hermann Littérature"), Jacqueline Risset, Marcelin Pleynet, Paul Badura-Skoda o Bernard Diu. Tra le nuove collane "Visions des sciences" (di epistemologia).

## Collane
- Enseignement des sciences
  - Mathématiques
  - Physique
  - Chimie
  - Sciences de la vie et de la terre
- Méthodes
  - Mathématiques
  - Physique
  - Chimie
  - Sciences de la vie et de la terre
  - Informatique
- Médecine et vie pratique
- Visions des sciences
  - Histoire des sciences
  - Visions des sciences
- Art
  - Histoire de l'Art
  - Musique
  - Danse
- Œuvres complètes de Diderot
- Correspondance de Lavoisier
- Lettres
  - Savoir (fondata da Michel Foucault
  - Hermann-Littérature
  - Critiques littéraire
  - Concours littéraire
  - Fictions pensantes (collana di saggi letterari creata nel 2010 e diretta da Franck Salaün)
- Sciences Humaines
  - Philosophie
    - Hermann Philosophie
    - Le Bel Aujourd'hui (collana di filosofia contemporanea, fondata nel 2007 e diretta da Danielle Cohen-Levinas)
    - L'Avocat du Diable (collana di filosofia politica fondata nel 2009 e diretta da Charles Girard)
    - Rue de la Sorbonne (collana fondata nel 2010 e diretta da Danielle Cohen-Levinas)

  - Sciences sociales
    - Société et Pensées (collana di scienze sociali fondata nel 2006 e diretta da Gérald Bronner)

  - Psychanalyse
  - Culture
  - Autour des sciences
  - Hermann / L'Entrepôt
- Cultures numériques

## Riviste
- La Sœur de l'Ange
- Labyrinthe
- L'Argilète
- Cahiers critiques de philosophie
- Revue des collèges de clinique psychanalytique du champ lacanien
- Bulletins d'abonnement
- Studia informatica
- Revue des Nouvelles Technologies de l'Information (RNTI)